# El jugador (película de 1947)
 El jugador  es una película en blanco y negro de Argentina dirigida por León Klimovsky sobre el guion de Manuel Villegas López según la novela homónima de Fiódor Dostoievsky que se estrenó el 22 de octubre de 1947 y que tuvo como protagonistas a Roberto Escalada, Judith Sulián, Florindo Ferrario, Alberto Bello, Amalia Sánchez Ariño y Pedro Laxalt.

## Sinopsis
Un hombre se consagra al juego desenfrenado luego de una desilusión amorosa.

## Reparto
- Roberto Escalada ... Andrés
- Judith Sulián ... Paulina
- Florindo Ferrario ... Barón de Segal
- Alberto Bello ... Dr Guerrero
- Amalia Sánchez Ariño ... tía
- Pedro Laxalt ... Carlos
- Haydée Larroca ... Blanche
- Walter Jacob
- Ángel Boffa

## Comentarios
Calki en El Mundo comentó: “Alarde técnico en una versión sin Dostoievsky” y Roland escribió:

”L. Klimovsky  se inicia en forma brillante dirigiendo El jugador…La cámara es manejada con inteligencia y obliga a un desplazamiento constante que, complementado con un montaje rápido e inspirado en la mejor escuela rusa, agiliza la despaciosa acción, favorece la naturalidad de movimiento de los intérpretes y disimula, en parte, la frondosidad del diálogo.”